# Партия Конгресса Басутоленда
Партия Конгресса Басутоленда (ПКБ) (англ. Basutoland Congress Party) — панафриканистская и левая политическая партия в Лесото.

## История
«Африканский конгресс Басутоленда» (АКБ) был основан в 1952 году Нтсу Мокхехле и Потлако Лебалло. В 1957 году партия была переименована в «Партию Конгресса Басутоленда» (ПКБ) и сохранила это название после обретения независимости в 1966 году, заявив, что Лесото не является по-настоящему независимым. Лебалло покинул партию в 1959 году, чтобы сформировать Панафриканский конгресс Южной Африки (ПАК). В начале 1960-х гг. в партии возникли разногласия, приведшие к изгнанию и отставке влиятельных членов.
В начале января 1967 года, после кровавого подавления беспорядков сторонников оппозиции, король Мошвешве II был помещен под домашний арест. Наконец, король сдался после длительной борьбы между ним и премьер-министром Леабуа Джонатаном и подписал соглашение через несколько часов после ареста лидеров оппозиционных партий, которые поддерживали его в борьбе с главой правительства. Лидер «Партии Конгресса Басутоленда» Нтсу Мокхехле был арестован в Масеру, предстал перед судом по обвинению в «подстрекательстве к насилию и нарушении Закона о внутренней безопасности». Его продержали под стражей некоторое время, но потом он был освобождён под залог. 
После конституционной конференции в Лондоне в 1964 году, проведение всеобщих выборов с всеобщим избирательным правом взрослого населения были назначены на апрель 1965 года .
ПКБ проиграла выборы 1965 года, но одержала победу в 1970 году. Однако, она была лишена власти в результате военного переворота, организованного премьер-министром Леабуа Джонатаном. Король, под давлением правительства Джонатана был вынужден на некоторое время покинуть страну и отправиться в эмиграцию. После возвращения из ссылки, Мошвешве II получил определенную степень политического влияния, однако, в целом, вся его политическая деятельность контролировалась правительством.
7 января 1974 года сторонники ПКБ атаковали полицейские участки на севере Лесото, но восстание было быстро подавлено правительственными силами. После неудачного восстания , ПКБ отправила 178 человек в Ливию для прохождения военной подготовки в составе контингента ПАК. В 1979 году «Освободительная армия Лесото» (ОАЛ, вооружённое крыло ПКБ) начала партизанскую войну против правительства Джонатана. В эмиграции также произошёл раскол между лидером партии Мокхеле и её генеральным секретарём с 1967 года Коньямой Чакелой, который в итоге вернулся на родину и был убит боевиками ОАЛ.
Партия одержала убедительную победу на парламентских выборах 1993 года, получив 74,78% голосов и все места в парламенте, а ее лидер Нцу Мокхехле стал премьер-министром. Мокхехле покинул партию в июне 1997 года вместе со своей фракцией и сформировал «Конгресс Лесото за демократию», к которому перетекло большинство избирателей ПКБ.
ПКБ возглавляли — Целисо Макхакхе, Кхобела Молапо, Нцукуняне Мфанья и Туло Махлакенг (в настоящее время).
На выборах 2022 года она потеряла места в парламенте.